# Ludwik Słotwiński
Ludwik Słotwiński herbu Leliwa (ur. ok. 1830, zm. ok. 1910) – poseł do Sejmu Krajowego Galicji, honorowy obywatel miasta Sambora.
Był synem Konstantego dyrektora Zakładu Narodowego im. Ossolińskich we Lwowie, bratanek Feliksa prawnika, profesora UJ. W 1895 został wybrany posłem VII kadencji Sejmu Krajowego Galicji z III kurii reprezentując Okręg Sambor W 1906 był prezesem komitetu budowy pomnika Tadeusza Kościuszki w Samborze.
Jego synem był Józef Słotwiński.